# مرا تمام شب لرزاندی
«من را تمام شب لرزاندی» تک‌آهنگی از آلبوم سیاه‌پوش برگشتم گروه موسیقی ای‌سی/دی‌سی است که در سال ۱۹۸۰ میلادی منتشر شد. این آهنگ در ۱۰۰ آهنگ داغ بیلبورد سال ۱۹۸۰ در مقام ۳۵ قرار داشت.